# 네스토르 칼란다리시빌리

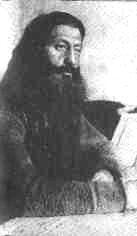
네스토르 칼란다리시빌리

네스토르 알렉산드로비치 칼란다리시빌리(러시아어: Не́стор Алекса́ндрович Каландаришви́ли, 조지아어: ნესტორ ალექსანდრეს ძე კალანდარიშვილი 네스토르 알레크산드레스 제 칼란다리슈빌리, 1876년 7월 8일~1922년 3월 6일)는 러시아 사회주의혁명당의 적색 게릴라의 지도자, 아나키스트, 볼셰비키이다. 러시아 내전 당시 시베리아와 극동에서 활동하였다.
러시아 제국 쿠타이시현(현재의 조지아 쿠타이시)에서 태어났다. 1900년 에세르, 1905년 사회주의혁명당이 되었고, 1907년 아나키스트에 가담했다. 칼란다리시빌리는 경찰을 피해 쿠타이시에서 벗어났고 1908년부터 이르쿠츠크에서 활동했다. 10월 혁명 이후 러시아 내전에서 아나키스트-공산주의자-국제주의자 성향의 적색 게릴라에서 지휘자로 활동하고 1922년에 사망했다. 칼란다리시빌리의 군대는 전쟁범죄로 주민들에게 악명이 높았다.

## 호칭
당시 칼란다리시빌리는 자신과 백파들은 칼란데시빌리라고 불렀고, 농민과 백파들에겐 연필(Карандаш)이라는 별명으로 불렸다. 이완종 박사의 해설에 따르면 문서고에는 그의 이름은 “칼란다라쉬비리, 크란다르시빌리, 카슬락다린시빌리, 카란다시빌리 등 다양하게” 적혀있다. 번역집에는 원문 표기에 관계없이 칼란다리쉬빌리로 정정하여 표기하였다고 한다. “할아버지”[Деда]란 별명도 있었다.

## 사용 깃발과 구호
«할아버지»가 이끄는 아나키스트-공산주의자-국제주의자 제1이르쿠츠크 기병 전대는 레닌의 구호가 장식된 깃발을 가지고 있었다: “약탈자들을 약탈하라” 1920년부터 칼란다리시빌리는 볼셰비키가 인정한 검정-붉은 깃발을 들고 싸웠다. 상단의 붉은 색 부분엔 «모든 세계의 폭력을 모두 파괴한다[Весь мир насилия мы разрушим]», 하단의 검은색 부분엔 뼈가 교차된 흰색 두개골이 있다.

## 테러와 전쟁범죄
칼란다리시빌리는 조지아[грузинской]에서 출생했고 1900년엔 에세르[эсером 사회주의자 혁명가 당을 의미], 1905년엔 사회민주주의 당원[социалдемократом]이 되었고, 1907년엔 아나키스트[анархистам]에 가담했다. 칼란다리시빌리는 경찰을 피해 조지아에서 벗어났고 1908년부터 이르쿠츠크에서 활동했다. 볼셰비키의 저자들(1931년 시베리아 소비에트의 백과사전)은 칼란다리시빌리가 «도덕적인 이념»으로 “이르쿠츠크 도둑들”을 상대로 “정직하게 노동”한 «이상주의자»이며 «수정(크리스탈)같은 정직함»을 소유한 인물이었다고 “섬세하게” 썼다. 그러나 경찰의 고문서보관실에는 상인에 대한 살인청부업(제거의뢰로 돈을 받고 폭력단에게 지시), 위조화폐 제작에 대한 칼란다리시빌리의 범죄기록이 보존되어있다. 칼란다리시빌리는 범죄행위로 이르쿠츠크 감옥에서 복역하고 1914년에 석방됐다. 그리고 어떠한 혁명(1917년 2월 혁명을 포함)에도 참여하지 않고 조용히 지냈다.
1917년 2월 혁명 이후 아나키스트 칼란다리시빌리는 초 혁명적인 사상을 기억하고 의견을 같이하는 동지들을 만났다. 칼란다리시빌리 약탈 부대는 체렘호보[Черемхово]의 아나키스트 광부를 포함시키고  빠르게 성장했다. 1976년 소련의 한 학술논문에서도 인정한 것처럼 체렘호보 부대에는 «많은 형사범죄 요소»가 있었고, 융커[윤케르]의 반란 진압 시기에 체렘호보와 이르쿠츠크 적색 근위대에게 약탈이 허가됐다. 1918년 2월, 칼란다리시빌리는 이르쿠츠크 소비에트의 지시에 따라 기병대를 만들고 이윽고 행정당국의 강제에 따라 일부 형사범죄자들을 강제로 제거했다. 하지만 “할아버지”[Деда] 전대엔 여전히 여전히 형사범죄자적인 조직이었다. 이 점은 참가자들도 인정했다. 당시 지휘관 중 하나인 P. F.포포르도 ‘일부 형사범죄자가 있었고, 형사범죄 요소가 없는 붉은 근위대는 찾을 수 없었다’고 인정했다.(하지만 그 형사범죄자들을 지휘한 칼란다리시빌리에 대해서는 갱[бандит], 약탈자[грабитель]임을 부정했다. 그 근거는 소비에트 정부가 기병대 감독관으로 임명했다는 것이다.) 1918 4월, 600-700명의 기병으로 구성된 «할아버지» 전대가 아타만 G.M. 세묘노프와 싸위기 위해 동쪽으로 파견됐으나 세묘노프 세력에게 심각한 손실을 입은 후,쓰굴 데잔 [Цугульский дацан 티베트 불교 수도원]을 약탈했다. 체코슬로바키아 군단이 봉기하고 백군이 지원하는 공동행동이 별안간 볼셰비키에게 일어났다. 문서로 작성된 적색 근위대 지휘관의 기록에 따르면 모두가 소란을 피우며 도망쳤다. 1918년 7월 시베리아 중앙 집회위원회(Центросибири)는 이르쿠츠크를 박멸하려하였다. 주요 건물과 시설을 폭파시키기로 하였다. 하지만 이르쿠츠크 볼셰비키들이 ‘노동자들의 이익’을 위해 이것을 반대하였다. 칼란다리시빌리는 이르쿠츠크에서 후퇴하는 사단중 하나를 지휘하였다. 칼란디리시빌리가 지휘한 부대는, 1973년 소련의 서적도 인정한 것처럼 강한 약탈적 성향을 지녔었다. 당시 상황에 대해 지휘관중 하나인 포포프의 증언한 것이 문서로 남아있다, 당시 농민들은 붉은 근위대가 마을에 접근하면 «갱단[ба́нда]을 본 것처럼 우리에게서 도망쳤다».
칼란다리시빌리는 쿨투크와 슬루디앙카 지역 전투에서 막대한 손실을 입고 신속하게 퇴각했다. 당시에 «할아버지»부대, D.M. 트레티아코프, F. P. 라브로바로 구성된 아나키스트 부대는 백색 체코슬로바키아 군단[белочешский]에게 저항하는 것이 무익하다 느끼고 치타전선으로 가는 것을 반대했다. 그런데 당시 F. P. 라브로바, 카라예프가 지휘하는 다른 아나키스트 부대가 반란을 일으켰다. 아나키스트 부대는 공산주의자들을 체포하고 시베리아 중앙 집회위원회(Центросибири)의 금고를 장악할 계획이었다. 아나키스트 부대의 반란을 진압해야할 결정적인 순간에 공산주의자 측에게 문제가 발생했다. 사령관 P.K. 골리코프가 술에 취해있었다. 사령관 대신 시베리아 중앙 집회위원회(Центросибири) 수장 N. N. 야코블레프가 반란진압을 지휘했다. 반란에 참여한 라브로바 부대는 트로이코츠사브스크로 이동했다. 반란에 참여하지 않은 칼란다리시빌리와  트레티아코프도 트로이코츠사브스크로 이동했다.(43쪽) 당시 붉은 근위대의 절반인 아나키스트들은 전선에서 제거되거나 탈주했다. «연필[Карандаша]»부대는 부랴트와 카자크에게 금, 은, 태환지폐를 등을 약탈했다. 문서로 보관된 «연필[Карандаша]»부대의 회고록에도 이 사태가 기록되어 있다. '부대 내 형사범들의 영향으로 약탈이 발생했으며,  서로 돈을 가지려고 비명을 지르며 소음을 만들었다.'고 한다. 이웃지역에서도 라브로바 부대가 약탈한 전리품을 분할했다. 라브로바는 이동하며 부랴트인들에게 금 6푸드를 약탈했다. 언론보도에 따르면 8월 26일엔 구시노저어 다잔[Гусиноозерский дацан 티벳불교 수도원]에서 2백만루블을 약탈했다. «연필»에겐 아무것도 남지 않았다. «연필»과 라브로바는 극도로 사이가 나빠졌다. 당시 상황이 러시아군사문서보관소에 보관중인 문서에 기록되어있다. 칼란다리시빌리는 금 때문에 라브로바에게 복수를 하겠다고 하였다. 그래서 라브로바 부대는 칼란다리시빌리 기선의 대포에서 폐쇄기를 제거했다. 이후 양측은 총격전을 벌였고 이후 평화협상을 하였다. 칼란다리시빌리는 폐쇄기를 돌려줄 것을 요구했으나 라브로바 부대는 거부했다. 라브로바 부대는 약탈한 금을 나누고 무기는 국경을 통제하는 중국인에게 내주기로 하고 세묘노프에겐 항복했다.  라브로바는 도망갔으나 9월 16일에 칼란다리시빌리 부대에게 체포됐다. 원래는 지휘관의 명령에 따라 재판을 받을 예정이었으나 한 포병이 대포의 폐쇄기를 제거한 것에 복수하기 위해 사살했다.
1918년 10월에 칼란다리시빌리 부대는 «평화 주민에 대한 폭행»으로 군법원에 회부되었으나 야코블레프 이크쿠츠크 주지사로 인해 청년들과 형식상의 보증을 받은 사람들이 석방됐다. 주지사가 옴스크로 소환된 후에야, 칼란다리시빌리 게릴라중 가장 악명높은 27명의 약탈자들이 처형됐다. 이후 «연필»부대는 백군과 전투를 벌이다 I. N. 카라실니코바[콜차크 군대의 카자크 부대] 부대에게 격파됐다. 칼란다리시빌리 부대에게 70명만 남았다. «할아버지» 는 대원들에게 각각 9000루블을 나눠주고 해산시켰다.
«연필»부대는 1919년 4월에 다시 소집됐다. «연필»부대는 9월에 패배하고 12월까지 전투원은 약 100명이었다. 그러나 이후 백군에게 파국이 일어나자 부대는 빠르게 성장하여 칼란다리시빌리는 2000명의 전투원을 보유한 이르쿠츠크 게릴라 부대를 형성했다. 그 후 칼란다리시빌리는 다른 게릴라 지휘관들과 충돌했다. D.E. 즈베레바 사령관이 시베리아 북동부 지역 임시 중앙 군사 혁명위원회에 전보로 전한 사실에 따르면 칼란다리시빌리는 자신을 모든 적군의 최고사령관이라 선포하고 주민들에게 전쟁배상금을 부과하고, 그들의 재산을 통제하지 않고 사용했다. 임시 위원회는 즈베레바 사령관에게 칼란다리시빌리를 무장해제할 것을 요구했다. 그러나 베르크홀렌스크 지방 소비에트는 «전략적 및 정치적 관점에서 용납될 수 없다»고 선언하고 명령 취소를 요구했다. 카추크 혁명위원회는 칼란다시빌리에 대한 비난이 잘못됐다며 무장해제를 반대하였다.
당시에 토착민과 또한 외국인 주민에 대한 게릴라의 난폭한 취급은 소비에트 행정당국에게 큰 불평을 받았다. 1920년 1월, 부랴트 혁명 군사위원회 대표는 칼란다리시빌리 게릴라가 호고츠키에서 일삼은 불법 징발에 대해 불평했다. 이르쿠츠크 거리에서 «연필»의 갱단[бандит]중 한명이 공식적인 체코슬로바키아 대표 부관을 살해했다. 혁명군사위원회[ревкома] 수장 A.A. 쉬랴모프는 회상록(1926년)에서 그  토막 이야기[эпизод]를  «야만적인 적대적 행위»라고 불렀다. 농민에 대한 통제되지 않은 폭력 때문에 1920년 2월에 시베리아 혁명 위원회[Сибревком]는 제 30사단 제 5 군사재판소의 군사수사관 N.펠드만에게 «칼란다리시빌리 부대 사건 조사»명령을 내렸다.하지만 «할아버지[Дедушке]»는 더 높은 기관의 당국에게 형식적으로 종속될 것을 인정하였고, 볼셰비키에겐 군사 경찰 직무 경찰을 위해 «할아버지[Дедушке]»의 큰 군대가 필요했기 때문에, 칼란다리시빌리 부대 사건 조사는 모든 것이 수포로 돌아갔다.백군 포로에 대한 «연필»부대원들의 전쟁범죄에 대해서 볼셰비키는 전혀 신경쓰지 않았다. 칼란다리시빌리는 모든 백군 장군들을 목매달았고 백군 병사들은 항복한 백군 포로의 옷을 속옷까지 벗기며 거리로 끌고 다니며 학대했다.
«할아버지» 부대는 1920년 3월에  제 1 이르쿠츠크 사단과 함께 자바이칼[Забайкалье]에 집결했고, 이것은 미래의 극동공화국 인민혁명군(NRA[НРА])의 뼈대가 됐다. 이후 공고트[Гонготском] 전투에서 일본군은 적색에게 큰 손실을 입혔고, «연필»도 심각한 부상을 입어 오랫동안 활동할 수 없었다. 1920년 9월초에 칼란다리시빌리는 중국 대표단 경비대장으로 모스크바에 도착했다. 레닌은 칼란다리시빌리를 알현[аудиенция]하고 그의 입지를 강화시켰다.
칼란다리시빌리는 1920년 10월에 시베리아에 돌아와 치타를 점령하고 이른바 «세묘놉스카야 코르카»청산에 참여했다. 그 기간동안 칼란다리시빌리 부대는 습관화되었듯이 백군을 적극 지원했던 부랴트 주민들을 공격했다. 예를 들어, 아고이나 이마카[Агинского аймака]의 한미간-부랴트[ХамниганБурятский]호순(행정구역)[Хошун]은 게릴라에게 잔혹한 방법으로 격멸됐다. 3개의 소몬(행정구역)[сомона]은 완전히 비워지고(사람이 살지 않게 됐다) 다른 2개 소몬은 인구가 6천 명이었으나 200명도 남지 않게 되었다. 나머지는 몽골로 도망쳤다. 그러나 많은 사람들이 죽었고 1921년 3월에 죽은자들의 시체가 묻히지도 않은채로 남겨졌다. 베르친스키 다산[Бырцинском дацане] (티벳불교 수도원)에선 70개가 넘는 시체가 거두워졌다. 주로, 승려, 성인 여성, 소녀였다.1920년말에 칼란다리시빌리 세력은 원주민을 약탈하며 부랴트 [성인]여성과 소녀들을 강간했다. 치타로 진격한 동부전선 제5군 사령부는 게릴라 참가자들에 의한 범죄발생유발상태[криминогенная]가 항상 평화로운 민간인을 위협했기 때문에 소비에트 권력을 훼손했다고 불평했다. 그러나 군 당국은 «연필»에 대한 공식적인 주장을 제기하지 않았다. 1921년 이후 칼란다리시빌리는 러시아공산당(볼셰비키)[РКП(б)]에 입당했다.
일본의 식민주의자들과 전투를 벌인 약 4천여명의 한국인 게릴라가 아무르 주로 넘어갈 무렵. 코민테를 극동사무국 지도자 B.Z. 슈마츠키는 한국 혁명가 군대 훈련시키고 이르쿠츠크 군대로 시베리아와 만주를 건너 한국에서 승리를 얻는 모험적인 계획을 여물게했다. 슈마츠키는 칼란다리시빌리의 군사 지휘를 통해 이르쿠츠크에서 한국 혁명 운동의 중심을 형성하기 시작하였다.
러시아로 건너간 반항적인 한국인은 기초적으로 이르쿠르크로 방향을 정하고, 나머지는 상하이의 혁명적 파벌로 방향을 정했다. 동시에 특별 사할린게릴라 부대의 «상하이파[прошанхайские, про шанхайские 프로 상하이]» 게릴라 지도자들은 1919-1920년에 사할린 지역과 니콜라옙스크 항구에서 주민에 대한 야만적인 살육에 적극적으로 참가했다. 아나키스트 Ya. I. 트랴피친의 테러리스트 군대에서 중요하고 돌격 부대였다. 당연히 1920년 여름 일본군의 맹공격을 받자 떠났다. 아무르 하류 블라고베셴스크 근처에서, 습관적인 방법으로 공급과 개인적인 갈등을 무력으로 해결하였다. 김과 박은, 부대를 이동시키며, 자유시[스바보드나]의 농촌 지역에서 «그들은 저격수들이 평화로운 러시아 농민들에 대해 약탈하고 폭력을 행사하도록 허용했다.» 그에 대해 격노한 농민들은 한국인 격퇴를 목적으로, 한국인 게릴라에 대한 무장해제와 [농민들을]무장시켜줄 것을 요구했다. 또한 김과 박은,«니콜라옙스크에서 무책임한 테러리스트 단체를 만들어, 한국 소총대대 병사들과 지휘관들을 공황을 불러일으켰다.» 무질서 상태는 게릴라들의 규율을 완전히 부패시켰다, Ya. I. 트랴피친 독재곁에서 민간인을 약탈하고 학살하는 것이 습관화된 게릴라들을. 1921년 4월 23일에 B.Z 슈마츠키에게 G.H. 에이헤가 보낸 전보에서 인민혁명군[НРА] 사령관은 사할린 부대가 식료품 부족과 «적합한 부대장이 존재하지 않은 것 » 이 지역주민들이 스스로 반대하게 하고  «농민과 한국인 사이에 공개적인 충돌을 초래할 위협이 있다»고 말했다. 그 부대는 인근 지역 중 하나로 이전될 예정이었다. 에이헤는 «쟁의의 조절을 해결하기 위해» 칼란다리시빌리의 출발 속도를 높이도록 요청했다.
칼란다리시빌리는 5월 19일에 이르쿠츠크를 떠나고, 한국 혁명 군사 소비에트[Корейского Военно-Революционного Совета] 위원장과 한국인 부대 [корейскимичастями]  총사령으로 임명되었다. «칼란다리시빌리의 일반적인 임무는 가능한 한 빨리 완충지대에서 벗어나서 한국으로 이동하는 것, 홍후즈[хунхузов 중국 마적 집단] 세력을 참가시켜서»
체포 권한을 부여받은 칼란다리시빌리는 1921년 6월 9일에 스보보드니(자유시)에서 «한국 부대는 (그에게) 어떤 복종도 하지 않는다»고 보내왔다. 적당한 권한을 얻고 야심찬 칼란다리시빌리는 불복종을 대응하는데 신뢰할만한 이르쿠츠크 연대에 의존하여 사할린 부대를 신속하게 처리했다.
1921년 7월 초 G.V 치체린[게오르기 바실리예비치 치체린, Georgy Vasilyevich Chicherin 러시아 외교 인민위원회장]은 중앙위원회 극동[дальбюро цк]에게 전보를 보내 한국인 부대 해산을 말라고 전달했다. 치체린이 해산하지 말 것을 전달한 후 한국인 부대는 "이전과 똑같이 제멋대로 굴며" 행동했다. 1921년 7월. 그들은 아무르 주 체르니코브카의 볼로스트 마을 주민들을 희롱하며식료품을 요구하며수레와 짐마차에서 빼앗으며 최소한의 이의를 제기하면 개머리판으로 때리고 집밖으로 몰아냈다. 이에 농민들을 한국인을 «두번째 사무라이[вторыми самураями]»라고 불렀다.

한국군을 지휘하는 칸란다라시빌리는 모든 곳에서 정복자처럼 행동했고 그가 원하는 사람을 체포했다. 칼란다리시빌리가 폭력을 저지른 한국인 게릴라들을 제재했다는 언급이 출처엔 없다. 칼란다리시빌리에 대한 다른 한 논문에 따르면 다음과 같다: "칼란다리시빌리는 한국인 전투원으로 구성된 부대를 가졌다. 그는 한국 민족의 팔자를 무겁게 이해하고 있었다. 네스토르는 고국 해방에 대한 한국인 전투원들의 소중한 꿈을 마음으로 이해하고 느끼고 있었다." 극동공화국 정부는 소비에트 러시아 정부에 호소하여 슈마츠키의 모험을 막았다. 라핀은 크라스노쇼코프에게 '한국도 동포부대가 외부에서 도착하는 것에 준비되지 않았고 한국에서 칼란다리시빌리가 성공적인 성취를 이룰 것에 대해 개인적으로 부정적으로 본다'는 견해를 전달했다. 극동공화국 대통령은 크라스노쇼코프는 1921년 6월에 G.V. 치체린과 V.I. 레닌에게 항의하며 전보를 보냈다.
«나는 한국인들과 슈마츠키의 모험과, 일본인의 가장 큰 도발을 불러 일으킬 획책[затеи 놀음과 장난이라는 의미도 포함]에 단호히 항의한다, 특히 그가 "한국으로의 진군"에 동쪽 전역에 알려진 정신줄 놓은[выжившего из ума 의역] 칼란다리시빌리를 임명했다, 나폴레옹[Наполеона] 같은 형식과 소음으로 극동공화국을 여행하고 한국군을 이끄는 사람을. 터무니없는 사실:1)4000명의 한국인이 블라고베셴스크 근처의 일본인들이 보는 앞에서 집중되어 난폭한 짓을 저지르고, 약탈하고, 주민을 강간하고 그들의 주위환경에서 선택된 선출자의 명령에만 복종한다.(…) 늙은이가 한국인과 중국의 영토 2천 베르스타를 건너서 한국으로 행군하겠다는 것이 우러나온 사고방식은 , 온화하게 말하면 시인의 사고방식, 일본의 공격을 유발할 수 있다, 안탄타[Антанты 삼국 협상]의 눈에도 완전히 정당화 될 공격을.»
이에 대해 외교인민위원회는 «모험은 가능한 한 재빨리 청산하겠다»고 말했다.
위에서 칼란다리시빌리와 한국인 게릴라의 강간이 언급된다. 1918-1920년까지 많은 적군과 적색 게릴라들은 소녀와 성인여성들을 강간했다. 강간은 백파들도 일삼았다. 러시아 시베리아와 극동지역에서 발생한 강간에 대한 논문이 존재하며 해당 논문에선 다양한 적군 병사와 적색 게릴라들이 일삼은 강간 사례들이 정리되어있다. 논문에 정리된 강간사례중엔 칼란다리시빌리 부대와 아무르 주의 게릴라들의 강간도 포함되어있다. "그 중 중국인, 한국인, 마자르인, 카프카스인이 많이 있는 아무르 지역 게릴라들은, 마을을 공격하고, 번번히 여자들을 끌고갔다."
한국에 대한 혁명 수출 문제가 해소된 후, 칸란다리시빌리는 한국인 지휘에서 해방됐다. 대신 징벌전선에 정진하기로 했다. 칼란다리시빌리의 강력한 후원자인 B.Z. 슈마츠키는 «할아버지[Дедушка]»를 1922년초 야쿠티아[Якутию 사하 공화국]로 작은 부대와 함께 파견 보냈다. 야쿠티아는 반란세력에게 거의 전부 점령됐다, 자치 지도자들의 야만스러운 테러행위와 대국적(제국적) 정책에 분노를 느낀 반란세력에게.
볼셰비키가 당시 영토에서 어떻게 느꼈는지는 러시아의 중앙문서보관소에 보관된 문서에서 알 수 있다. 코쿠예프스키의 적색 부대는, 1922년 2월 5일에 빌류이스크로 침입하면서  «주민의 호감을 얻기위해 백파의 가면»을 억지로 사용하여 가야했다. «할아버지»는 "당시 상황을 분명히 과소평가하고 그 대가를 치뤘다"는 평가를 받는다. 야쿠츠크에 도착하기 조금 전에 칼란다리시빌리 본부는 1922년 3월 6일에 매복당했고 반군에 의해 거의 완전히 못 쓰게 됐다. 칼란다리시빌리도 사망했다. 반란세력이 칼란다리시빌리 부대를 매복할 수 있었던 이유가 있다. 티드-아린스키의 M.비노그라도프 지점에서 일하는 전신기사가 군대의 이동 시간과 군대의 세력에 대한 성공적인 정보를 반란세력에 건네줬던 것이다.
«할아버지»와 동료들의 시신은 한달 후에 발견됐다. 칼란다리시빌리는 야쿠츠크에 처음 매장되고 1922년 가을에 이르쿠츠크에 다시 매장되었다. 네스토르 알렉산드로비치 칼란다리시빌리는 소련 시대에 영웅의 판테온[пантеон 위인묘]에 영예로운 자리를 차지했다. 시베리아의 여러 도시의 거리는 그의 이름을 따서 불러졌고, 기념비도 세워졌다. 칼란다리시빌리 부대의 폭력은 소련 붕괴전엔 1976년에 한 논문에서 인정됐고 2004년 이후부터 러시아 역사학계에서 조명되기 시작했다.